# Comté de Château-Chinon

Armoiries : « D'azur à un chêne au naturel sur une terrasse d'or. »

La châtellenie de Château-Chinon, devenue ensuite le comté de Château-Chinon, est un ancien fief féodal situé au centre de l'actuelle région de Bourgogne.
Bien que limitrophe de la Bourgogne et du Nivernais, la châtellenie, puis le comté de Château-Chinon ne firent jamais partie de ces provinces et les seigneurs, puis comtes de Château-Chinon furent toujours les vassaux directs du roi de France.

## Érection de la châtellenie en comté
La date d'érection de la châtellenie en comté est inconnue.
D'après l'abbé Baudiau et le comte Georges de Soultrait, le roi Charles VI érige en 1389 la châtellenie de Château-Chinon en comté en y incluant la châtellenie d'Ouroux, les seigneuries de Brassy et des Places, ainsi qu'une partie de la baronnie de Lormes,. Joseph Pasquet reprend cette même date dans son ouvrage Le Haut-Morvan et sa capitale Château-Chinon.
Néanmoins, comme l'a souligné le Dr Bogros, aucune lettre patente ne confirme une telle érection. De plus, certains écrits officiels, postérieurs à 1389, mentionnent encore les terres de Château-Chinon sous l'appellation de « châtellenie ». C'est notamment le cas en juin 1462 dans une charte de Louis XI confirmant la création d'une élection et d'un grenier à sel dans « laditte terre, chastellenie et seigneurie de Chastel-Chinon » ; en janvier 1477, le même roi, dans une charte de cession de ces mêmes terres à Jean II de Bourbon, parle encore « desdites ville, chastel et chastellenie, terres et seigneurie de Chastel-Chinon ».
Toutefois, en 1506, Charles Quint porte le titre de « comte de Château-Chinon ».
L'érection en comté serait donc située à la fin du XVe siècle ou au tout début du XVIe siècle.

## Historique

### Maison Delorme de Beauregard (1095-1240)
Le plus ancien seigneur, connu de Château-Chinon, est Seguin de Lormes. Il engagea au Comte de Nevers sa terre de Saint-Victor ou Biches en 1086. Il partit avec ses fils et ses soldats en Croisade, en 1096 afin de délivrer les Lieux Saints à la suite du concile de Clermont et de l'appel de Pierre l'Ermite en 1095. Il donna avant son départ, une partie des dîmes de ses terres à la cathédrale de Nevers.
Hugues Ier de Château-Chinon, que les historiens pensent être le fils de Seguin, assista en 1146, à l'appel de Bernard de Clairvaux pour la deuxième croisade. De retour en France en 1153, il donna à l'Abbaye de Reigny, avec l'autorisation de son épouse Parisie et celle de ses fils Hugues et Seguin, certains droits d'usage et pacage sur sa terre de Lormes, en actions de grâces de son heureux voyage.
Hugues II de Blain, Hugo de Blino, est le nom qu'il porta du vivant de son père. Avant de partir en croisade, il donna les bois, prés et terres de Serault, près Planchez, à l'abbaye de Régny, en 1177, avec l'autorisation de son épouse Aremburge et de ses enfants, Seguin, Hugues et Adelis, en présence d'Étienne et de Thybault, respectivement évêque d'Autun et évêque de Nevers. Il fit confirmer cette concession par Antelme, son peau-père et par la femme de Seguin, dame Élisabeth, et sa fille Adelis. Seguin et Hugues partirent en Terre Sainte en 1190 lors de la troisième croisade. Seguin périt en Judée. À son retour en 1193, Hugues donna les dîmes en sa possession sur la terre de Château-Chinon à l'Abbaye Notre-Dame de Bellevaux, pour le repos de l'âme de son frère.
Hugues III de Lormes, Hugo ab ulmis, seigneur du lieu, de Château-Chinon, de Blain, etc. était fils de Hugues et petit-fils de Hugues II de Château-Chinon. Il était l'époux de Elvis de Montbard, dame d'Espoisse et proche parente de la maison de Vergy. Il hérita de la totalité de châtellenie de Château-Chinon, à la mort de son aïeul de son oncle Seguin et de sa tante Adelis tous deux morts sans postérité, dont il n'était seigneur qu'en partie. Il confirma en 1208, les donations pieuses de ses ancêtres et en fit de nouvelles. Les vieilles chroniques disent qu'il était très pieux. En 1219, il gratifia plusieurs abbayes de ses largesses: Abbaye de Régny, la Chartreuse d'Apponay et le prieuré de Collonge. Il fonde en 1235, la Chartreuse du Val-Saint-Georges et décéda en 1236. Il ne laissa qu'une fille prénommée Elvis comme sa mère. Celle-ci épousa Dreux Ier de Mello a qui elle apporta la châtellenie de Château-Chinon et d'Espoisse.

Armes de la famille de Mello.

### Maison de Mello(1240-1323)
La seigneurie de Château-Chinon rentre dans la maison de Mello en 1240 à la suite du mariage de Dreux V de Mello avec la fille de Hugues III de la famille Delorme de Beauregard, qui lui apporte en dot les seigneuries de Château-Chinon, mais aussi de Lormes et d'Époisses. C'est à partir de cette époque que la seigneurie de Château-Chinon semble échapper à la suzeraineté des évêques d'Autun.
Le dernier seigneur de Château-Chinon issue de la famille de Mello meurt en 1323 lors de la bataille de Saint-Verain. Il laisse derrière lui un seul enfant : sa fille, Jeanne de Mello. Cette dernière s'étant mariée 4 ans avant avec Raoul Ier de Brienne, comte d'Eu et de Guines, la terre de Château-Chinon passe entre les mains de la famille de Brienne.

### Maison de Brienne(1323-1389)

Armes de Raoul Ier de Brienne.

Raoul Ier de Brienne devient donc seigneur de Château-Chinon en 1323 à la suite du décès de son beau-père. Il est nommé connétable de France par le roi Philippe VI de France en 1328. Il décèdera en 1344 ou 1345.
Raoul II de Brienne, son fils, hérite de ses titres mais est fait prisonnier lors de la prise de Caen en 1346. Libéré à l'automne 1350, il sera décapité pour trahison dès le mois de novembre de la même année. Dès 1346, c'est alors sa mère, Jeanne de Mello, qui administre ses terres. À sa mort, ses terres furent confisquées, puis la seigneurie de Château-Chinon est donnée à Gautier VI de Brienne, mari de sa fille, Jeanne de Brienne (sœur de Raoul Ier).
Gautier VI de Brienne décède le 19 septembre 1356 à la bataille de Poitiers et c'est sa veuve, la duchesse d'Athènes, qui administre la terre de Château-Chinon jusqu'à sa mort en 1389.
La seigneurie est alors confisquée par le roi Charles VI et relève désormais directement de la Couronne.

### Maison de Bourbon(1394-1454)
Durant 5 ans, Charles VI conserve la seigneurie, puis, en 1394, l'échange contre d'autres avec Louis II de Bourbon. À sa mort le 10 août 1410, son fils, Jean Ier de Bourbon, hérite de ses terres.
Durant la guerre civile entre Armagnacs et Bourguignons, Jean Ier de Bourbon prend le parti de Louis Ier d'Orléans, contre les Bourguignons. Une troupe d'Armagnacs, dirigée par le capitaine Baquin-Beul, occupe à cette époque la seigneurie de Château-Chinon et gêne les proches fourrageurs de l'armée royale qui se voient obligés de se ravitailler dans le Nivernais. Jean Ier de Bourgogne, dit Jean sans Peur, décide alors d'éliminer ce contingent et met donc le siège devant le château de Château-Chinon à la fin du mois de juin 1412. Retenu au siège de Bourges, Jean Ier de Bourbon ne peut venir en aide aux assiégés. Les Armagnacs capitulent fin juillet ou début août, après un mois de siège. Ce fut une « capitulation honorable » puisqu'ils « sortirent de la ville avec les honneurs de la guerre, mais encore emportèrent une somme de 500 livres [...] comme prix de leur capitulation ». En effet, la petite forteresse était difficilement prenable du fait de sa position et, plutôt qu'une capitulation, il s'agissait plutôt de l'achat d'une reddition. Malgré tout, les Bourguignons démantèlent les murs de la ville et ruinent le château.
Jean Ier de Bourbon combat ensuite en octobre 1415 à la bataille d'Azincourt où il est fait prisonnier par les Anglais. Resté en captivité durant 18 ans, il meurt à Londres en 1434. Son fils, Charles Ier de Bourbon lui succède donc en tant que seigneur de Château-Chinon. Vingt ans plus tard, le 30 octobre 1454, sa fille, Isabelle épouse en secondes noces son cousin Charles le Téméraire, futur duc de Bourgogne, et lui apporte notamment en dot les terres de Château-Chinon.

### Maison de Bourgogne(1454-1477)

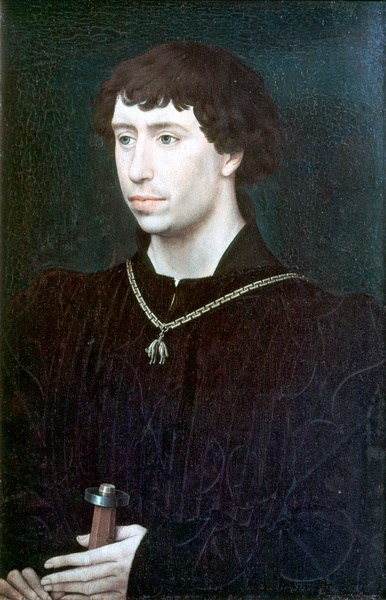
Charles le Téméraire, seigneur de Château-Chinon de 1454 à 1477.

En 1462, Charles le Téméraire obtient de son cousin le roi Louis XI, la création d'un grenier à sel et d'une élection à Château-Chinon,, dépendant de la généralité de Moulins et comprenant 42 paroisses.
Le 20 juin 1475, alors que Charles le Téméraire assiège en vain Neuss en Allemagne, une bataille éclate près de Château-Chinon entre les troupes de Louis XI et les Bourguignons dirigées par le comte de Boussi, gouverneur de Bourgogne. Le lieu de cette bataille reste incertain : Prosper de Barante évoque le combat de Guipy, près de Château-Chinon, ; Adolphe Joanne indique qu'elle eut lieu près de Sermages ; Jean de Troyes mentionne Guy, près de Château-Chinon.

C'est ce dernier lieu qui semble le plus probable et défendu par René-Pierre Signé ainsi que par le docteur Bogros. Il s'agirait donc de Guy-lès-Château-Chinon, petit village aujourd'hui disparu, situé au nord de l'actuel territoire de Château-Chinon (Campagne) vers le lieu-dit Montbois, proche de l'actuelle chapelle Saint Roch.
À l'issue de la bataille de Guy, les troupes bourguignonnes sont vaincues par celles de Louis XI. À cette occasion, le château et les remparts de la ville furent détruits. Seule subsiste de cette époque la tour de guet du château sur le faîte du Calvaire.
Charles le Téméraire meurt le 5 janvier 1477 à la bataille de Nancy. Marie de Bourgogne, sa fille unique, hérite des nombreux fiefs de son père, un héritage qu'elle a du mal à assumer du fait de la situation économique très dégradée de beaucoup de ces Etats, encore aggravée par la crise démographique et les épidémies de peste qui y sévissent. Louis XI en profite pour attaquer le duché de Bourgogne et autres terres satellites. Il donne notamment ordre de s'emparer de Château-Chinon qui se rend. Tout en assurant qu'il souhaite ainsi protéger les biens et droits de la duchesse de Bourgogne, le roi « cède » la jouissance de la seigneurie à Jean II de Bourbon, l'oncle de Marie, début 1477,.
Quelques mois plus tard, le 18 août 1477, Marie de Bourgogne épouse l'Archiduc Maximilien d'Autriche, futur empereur du Saint-Empire romain germanique, et lui apporte en dot la seigneurie de Château-Chinon avec l'État bourguignon. L'Archiduc ne put néanmoins profiter de la jouissance de Château-Chinon, cédée à la maison de Bourbon, avant le traité d'Arras de 1482,.

### Maison d’Autriche(1482-1517)

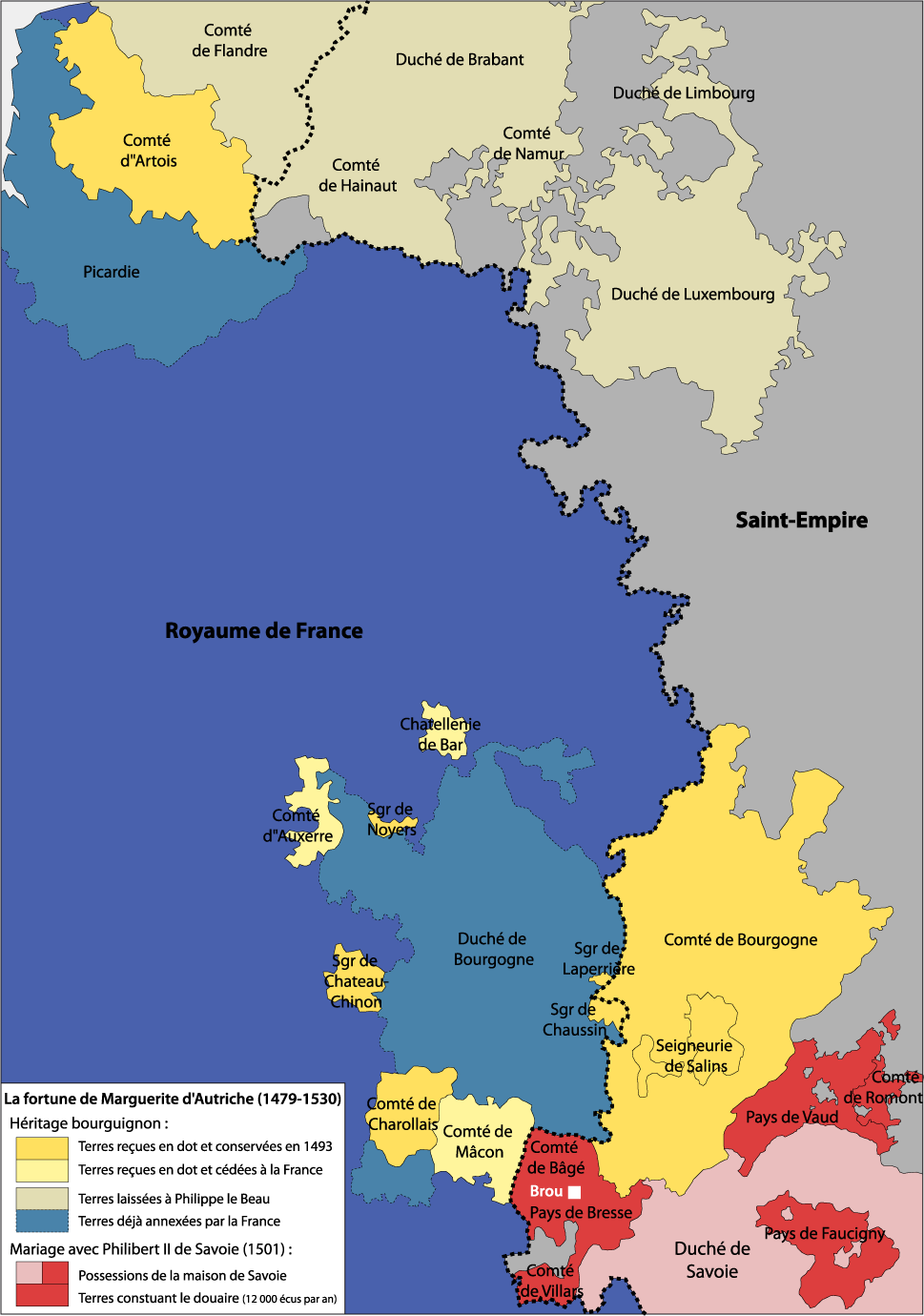
La seigneurie de Château-Chinon et les autres terres bourguignonnes à la suite du traité d'Arras.

Le 23 décembre 1482, le traité d'Arras permet enfin à Maximilien d'Autriche de bénéficier de la seigneurie de Château-Chinon. Mais ce même traité prévoit que cette terre, avec d'autres, soit comprise dans la dot de sa fille alors âgée d'à peine 2 ans, Marguerite d'Autriche, à l'issue du mariage prévu avec le fils du roi Louis XI, le dauphin Charles.

Le mariage est finalement annulé et Maximilien conserve Château-Chinon à la suite du traité de Senlis du 23 mai 1493.
Le fils de Maximilien, Philippe le Beau, alors roi de Castille, se fait « rendre foi et hommage par tous ses vassaux du Morvan en 1504 ».
Après sa mort en 1506, on note que son fils aîné âgé de 4 ans, Charles Quint (futur roi d'Espagne, roi de Sicile et empereur du Saint-Empire romain germanique) porte le titre de comte de Château-Chinon.
Le 17 février 1508, le « conseil de famille » décide de redistribuer certaines terres en faveur de la tante de Charles Quint, Marguerite d'Autriche, notamment Château-Chinon et les comtés de Bourgogne et de Charollais. Elle en dispose réellement à compter du 4 mai de la même année. Marguerite, très ambitieuse et avide de terres, usurpe certaines possessions de Jeanne de Hochberg, duchesse de Longueville. Indigné, le roi François Ier profite de la signature du traité de Noyon avec Charles Quint, le 13 août 1516, pour ajouter une clause obligeant Marguerite à abandonner certaines de ses terres, dont celles de Château-Chinon, à Jeanne de Hochberg en compensation de celles usurpées. Cet échange devient effectif par procès-verbal le 20 mai 1517,.

### Maison d’Orléans-Longueville(1517-1565)
Jeanne de Hochberg, veuve de Louis Ier d'Orléans-Longueville devient donc Dame de Château-Chinon en 1517. N'ayant plus d'héritier direct (son fils Charles était décédé en 1525 à la bataille de Pavie), elle donne en dot les terres de Château-Chinon et de Noyers le 10 septembre 1536 à François, marquis de Rothelin, fils de Louis Ier d'Orléans-Longueville issu d'un premier mariage. François venait en effet d'épouser Jacqueline de Rohan-Gyé le 19 juillet précédent, avec qui il aura deux enfants : Léonor (né en 1540) et Françoise (1549).
François décède à Noyers le 25 octobre 1548 et le fief de Château-Chinon revient à son fils Léonor d'Orléans-Longueville. Seize ans plus tard, il l'abandonne, « pour ses droits maternels », à sa sœur Françoise d'Orléans Longueville qui épouse Louis Ier de Bourbon-Condé le 8 novembre 1565.

### Maison de Condé(1565-1644)

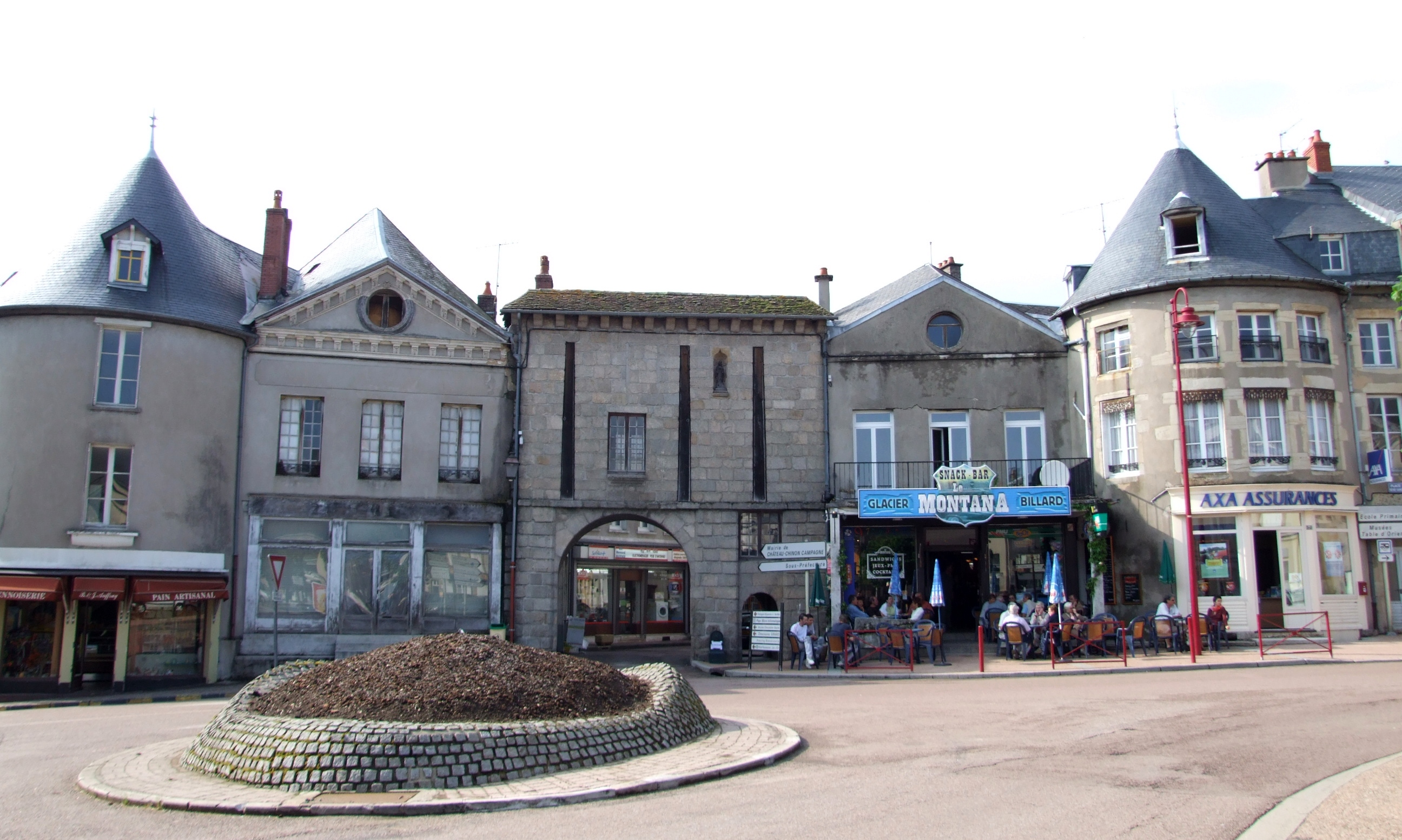
La porte Notre-Dame flanquée de ses deux tours.

Les bourgeois de la ville obtinrent du Prince de Condé que les matériaux issus de la destruction du château et des remparts en 1475 puissent être réutilisés pour rebâtir une partie des remparts. La Porte Notre-Dame, encore visible de nos jours, fut bâtie avec les pierres issues de l'ancienne porte du château fort.
Louis Ier de Bourbon-Condé, partisan du calvinisme et général en chef des huguenots, décède le 13 mars 1569 à la bataille de Jarnac. Le roi Charles IX confisque alors ses terres. L'année suivante, il restitue le comté de Château-Chinon à sa veuve, Françoise d'Orléans Longueville, duchesse douairière de Condé.
En 1587-1588, une épidémie de peste éclate dans le Morvan. Château-Chinon est fortement touchée, au point où il ne serait resté dans les murs de la ville que 2 habitants,. Les autres habitants, qui n'auraient pas succombé à l'épidémie, auraient fui la ville.
Durant la 8e guerre de religion, Château-Chinon, comme beaucoup d'autres villes de la province voisine du Nivernais, s'était déclarée pour la Ligue catholique. Jean VI d'Aumont, comte de Châteauroux et maréchal de France, ainsi que Louis de Gonzague, duc de Nevers, sont chargés de soustraire les villes rebelles de la région par le roi Henri IV. Le siège est mis devant Château-Chinon vers mars-avril 1591. Les forces dont disposaient le maréchal d'Aumont étaient peu conséquentes : deux compagnies de cavalerie, un régiment d'infanterie et de quatre canons. Le siège aurait duré un mois et la ville emportée d'assaut. La capitulation fut convenue le 18 avril 1591 par le vicomte de Marre, commandant des ligueurs de Château-Chinon. La ville fut alors pillée et les archives détruites,. 
À la mort de Françoise d'Orléans Longueville le 11 juin 1601, son fils, Charles de Bourbon-Soissons, lui succède et devient comte de Château-Chinon. En 1607, il concède aux habitants de Château-Chinon et de ses faubourgs leurs bois-usages : « 811 arpents de bois de buissons et de terres vagues » dans lesquels les habitants pouvaient « prendre le bois mort pour le chauffage, le bois vif pour bâtir, pour chaussures [...] et d'y mener pâturer les porcs [...] »,.
Charles de Bourbon-Soissons, qui avait épousé Anne de Montafié en décembre 1601, meurt le 1er novembre 1612. Le comté de Château-Chinon revient alors à sa veuve qui en jouit durant 32 ans. Leur plus jeune fille, Marie de Bourbon-Condé, épouse en 1625 Thomas de Savoie-Carignan, fils du duc de Savoie Charles-Emmanuel Ier. À la mort d'Anne de Montafié en juin 1644, les comtés de Soissons et de Château-Chinon entre en partie en possession de la maison de Savoie-Carignan ; Louise de Bourbon-Condé, l'autre fille de Charles et d'Anne, étant décédée à cette date, c'est sa fille Marie d'Orléans-Longueville, duchesse de Nemours, qui demeure également propriétaire de ces terres en indivis.

### Maison de Savoie-Carignan(1644-1719)

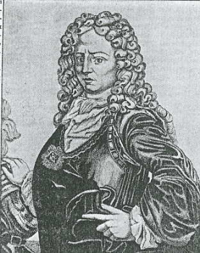
Emmanuel-Philibert de Savoie, prince de Carignan

Le 26 février 1646, Roger de Bussy-Rabutin, en route vers le Nivernais pour prendre sa charge de lieutenant du roi héritée de son père, passe par Château-Chinon où « les habitants lui firent assez mauvais accueil » car il tenta de « s'imposer comme lieutenant-gouverneur au nom du duc de Nivernais ». Quelques années plus tard, lorsque la Fronde éclate, Roger de Bussy-Rabutin reçu l'ordre du roi Louis XIV d'assembler des régiments en Nivernais. Le comté Château-Chinon, terre indépendante, que ce soit de la Bourgogne ou de la province du Nivernais, était par définition exempté de cet ordre. Malgré cela, et peut-être par rancune, Roger de Bussy-Rabutin y logea 10 compagnies de son régiment d'infanterie. Les habitants s'en plaignent alors à leur seigneur, Thomas de Savoie-Carignan qui en fait part au cardinal Mazarin, qui lui-même en informe le roi. Roger de Bussy-Rabutin se voit alors adresser une lettre datée du 28 avril 1652 et signée par Louis XIV en personne, lui rappelant les ordres qu'il a reçu et lui ordonnant vivement de cesser ses oppressions sur « Chastel-Chinon »,,.
Thomas de Savoie-Carignan décède en janvier 1656. Les terres de Château-Chinon (et de Soissons) demeurent donc la propriété par indivis de sa veuve, Marie de Bourbon-Condé, et de la duchesse Marie de Nemours. Elles décidèrent de faire le partage de leurs biens en 1688. Le comté de Château-Chinon (qui fut estimé à 494 000 livres en avril 1686) devient alors propriété unique de Marie, princesse de Carignan.
Marie décède en juin 1692, son fils Emmanuel-Philibert de Savoie-Carignan devient comte de Château-Chinon, puis en 1709, Victor-Amédée Ier de Savoie-Carignan, fils du précédent.
Victor-Amédée Ier, après avoir réalisé des dépenses excessives et étant criblé de dettes, se voit contraint de vendre les terres de Château-Chinon en 1719. 

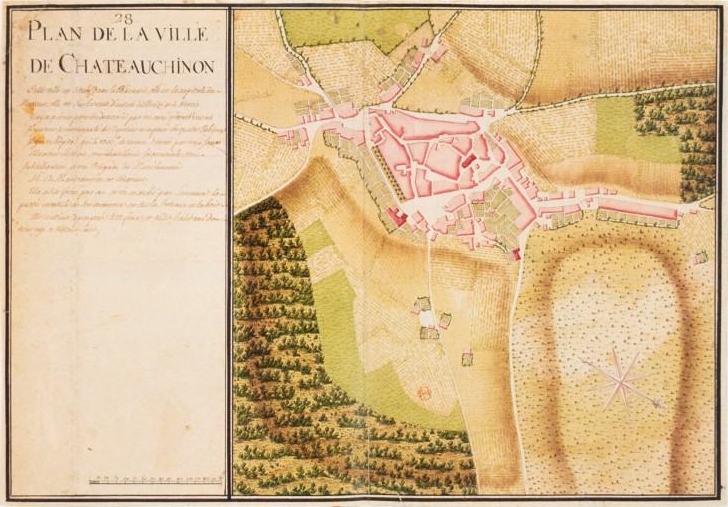
Plan de la ville au XVIIIe siècle.

### Maison de Mascrany (1719-1790)
Bien qu'estimé à près de 500 000 livres en 1686, le comté de Château-Chinon fut vendu 325 000 livres le 14 mars 1719 au marquis Louis de Mascrany (issu d'une famille originaire du canton des Grisons en Suisse, et installé à Lyon).
Louis de Mascrany meurt en 1775 mais donne, dès le 29 février 1756 par contrat de mariage, la terre de Château-Chinon à son fils, François-Marie de Mascrany.
Lors du mariage de sa fille, ce dernier donnera également le comté, le 3 février 1772, à son gendre : Louis-Gabriel Planelli de La Valette, marquis de Maubec, qui fut le dernier propriétaire des terres de Château-Chinon,.
Le 19 nivôse an III (8 janvier 1795), les terres de Château-Chinon sont confisquées au nom de la Nation. Les forêts sont vendues à la fin du siècle comme propriétés nationales,.

## Principaux fiefs mouvant du comté
Selon un état dressé en 1668 et un inventaire des titres et papiers concernant le comté en 1672, le comté de Château-Chinon compta plus de 255 fiefs, dont au moins 85 nobles avec haute et basse justice, 110 ruraux ou roturiers, ainsi qu'une partie des fiefs de la baronnie de Lormes, soit plus de 60.
Au XVIIIe siècle, le comté compte également 140 maisons tenues en fief.
| Commune actuelle          | Fiefs | Familles ayant possédé ces fiefs (listes non exhaustives) |
| ------------------------- | --- | --- |
| Arleuf                    | La Tournelle, Poissons, Beauregard | de La Tournelle, de Séneffe, Foulon de Doué |
| Achun                     | Aunay, Le Basfort, Fusilly, Nirot | de Maison-Comte, Pioche, de Nourry, du Châtel, Bongars, de Mesgrigny, Le Peletier |
| Blismes                   | Blismes (en partie), Bussy, Les Buis, Étoule, Poussignol, Poussain, Quincize, Ranglaux, Chausse                                                 | du Chaillou, de Vaulin, d'Esguilly, de Choiseul, de Pont, de Fretoys, Rocher, de Charno, de Chevigny, de Grossouvre, Tridon, Pitoys, Richou, Pellé de Chausse                               |
| Brassy                    | Le Prieuré, Brassiot, Le Breuil, L'Huy Bleu (ou Blin), Le Mazot, Le Meix, Gouvault, D'Orfeuille, Meulois, Villefou, Vésigneux, Mallerin, Razout | d'Aringette, de Razout, de Vésigneux, Petitier, Borne, de Certaines |
| Brinay                    | Brinay, Bernay | de Chandeau, de Poissons, de Veillaut, de Chitry |
| Cervon                    | Cervon, Certaines, Cuzy, Le Pontot, Lantilly (en partie), Villemolin (en partie), La Chaume, Marcilly, Montbaron, La Queuldre                   | de Cervon, Bondeau, de Carreau, de Loron, de Mesgrigni, Le Prestre, de la Courcelle, de Certaines, de Prennay, de Laforest, de Coignard, de Laferté, Dugnon, Le Peletier, de Pagani         |
| Chougny                   | Le petit Cuy, Le grand Cuy | Duverne, Lecomte |
| Châtin                    | Châtin, Vaucher | de la Courcelle, de Vaucher, de Marry, Sallonnyer, Létouffé |
| Château-Chinon (Campagne) | Champcheur, Fachen, Lhéry, Montseaunin, L'Huy-Gaudry, Montbois, Montbaron, Vermenoux, La Vallée de Court                                        | Le Bourgoin, de La Courcelle, Piemère, Descureur, de La Tournelle, de Frasnay, de Marry, Tridon, Sallonnyer, de Montsaulnin, de La Rochette, Pitoys, Gascoing, de Loron, Étignard, de Lichy |
| Château-Chinon (Ville)    | Château-Chinon | Liste des seigneurs et comtes de Château-Chinon |
| Corbigny                  | Sardy, Le Creuzet, Pazy, La Chaise, Surpalis | de Maison-Comte, Dufour, Bongars, Tilloy (ou Tillaye), Guillemère, de Grandrye, de Pagani                                                                                                   |
| Corancy                   | Corancy, Maison-Comte, L'Huy-l'Abbé, Salorges, Outron, Rochère, Lorien, Vouchot                                                                 | de Pont, de Breullard, de Maison-Comte, de La Tournelle, de Coulon, de Champ-Martin, Tridon, Sallonnyer, Goguelat, de Chabannes                                                             |
| Chaumard                  | Chaumard, Arringette, Blaizy | Simon le Chaumarroys, de Razout, de Breullard, de La Tournelle, de Blaizy |
| Dommartin                 | Dommartin, Le DOué, Outeloup, Le Pavillon, Montquin, Montyau                                                                                    | de La Ferté, Pommier, Sallonnyer, Millin |
| Dun-sur-Grandry           | Grandry (en partie), L'Étang-au-Maître | de Grandrye, de Damas, d'Aunay |
| Dun-les-Places            | Les Places, Le Montal, Le Bouquin, Vermot | de Montsaulnin, de Rabutin, de Montal, de Vésigneux, de Corbigny, Rousseau, Pitoys |
| Gien-sur-Cure             | Gien, La Coupe-Launay | de Clugny, de Montmort, de Launay |
| Gâcogne                   | Raffigny, Ruère | Bongars, de Loron, de Bretagne |
| Lavault-de-Frétoy         | Frétoy | de Frétoy, de Champs, de Chevigny, Gondecourt, de Chabannes |
| Lormes                    | Plus de 60 fiefs | |
| Marigny-l'Église          | Mazignen, Busset | de Saint-Aubin, de Michaugnes, de Vignes, de Vésigneux |
| Montigny-en-Morvan        | Arringe, Le Bruys (en partie), L'Huy-Picard, Bonin                                                                                              | de Montsaulnin, Bondault, de la Rochette, Pitoys |
| Moulins-Engilbert         | Sermages, Thard, Villacot, Meix-Linard, Moncey, Couze                                                                                           | de CHampdeau, Courtois, de Cotignon |
| Montsauche-les-Settons    | Argoulais, Montélème | de Loron, de Boisserand, d'Esguilly, de Choiseul, Millin |
| Mhère                     | Mhère (en partie), Prélouis, Vauprange | de Rodon |
| Mouron-sur-Yonne          | Coulon, Tavenault | de Montsaulnin, Tixier, de Blosset, Bondault |
| Moux-en-Morvan            | Le Breuil, La Corne-au-Cerf, Chaumien (en partie), Le Cerné, Les Magnes, Les Roseaux                                                            | de Choiseul, Merle |
| Ouroux-en-Morvan          | Bussière, Fonteny, L'Étang, Vauchisson | Le Tors, de Rodon, Descureur, de Bussière, d'Esguilly, de Choiseul |
| Planchez                  | Boutenot, Charton, Chaumont, Grosse | Martin |
| Saint-Hilaire-en-Morvan   | Argoulais, Chaligny, Mouasse-la-Fosse, Champigny, Chaumotte, La Motte-Vacheresse, Les Prénas, La Faulotte, La Roche, La Creuse                  | de La Courcelle, de Pont, de Cotignon, de Certaines, de Champs, de Marry, Vaucoret, Sallonnyer, de Chabannes, Étignard                                                                      |
| Saint-Léger-de-Fougeret   | Champs, Clinzeau, Bouteloin, Ravery, Traclin, Tilleul, Le Mont, Le Verdier, Les Pierres, La Motte                                               | de Montsaulnin, de Champs, de Cotignon |
| Saint-Péreuse             | Saint-Péreuse, Saulière (en partie), Le Chemin, Villars, La Varenne                                                                             | de Montaigu, de Sallenay, de Rochechouart, de La Ferté, de Verrière, de Marry, du Verne |
| Vandenesse                | Vandenesse, Noury, Givry | d'Olivier, du Crest, de Nourry, de Beaufort, de Chabannes, de Talleyrand |
| Vauclaix                  | Vauclaix, Ratouille | de Montceau, de La Croix |

## Liste des seigneurs puis comtes de Château-Chinon
- Maison Delorme de Beauregard
  - De 1??? à 1??? : Séguin de Lormes (10??-1???), seigneur de Château-Chinon et de Lormes : il prend part à la première croisade.
  - De 11?? à 1177 : Hugues Ier de Château-Chinon (1116-1177) : fils du précédent, il prend part à la deuxième croisade.
  - De 1177 à 1198 : Hugues II de Blain (Hugo de Blino) (1140-1198) : fils du précédent et de Marie, il participe à la troisième croisade.
  - De 1198 à 1236 : Hugues III de Lormes (Hugo ab ulmis) (1174-1236) : fils du précédent, il prend part à la croisade contre les Albigeois.

- Maison de Mello
  - De 1240 à 1249 : Dreux V de Mello (12??-1249) : il devient seigneur de Château-Chinon en 1240 à la suite de son mariage avec Elvis, fille d'Hugues III de Lormes ; il prend part à la septième croisade.

- Maison de Brienne
  - De 1323 à 1344 ou 1345 : Raoul Ier de Brienne (1???-~1344/45), comte d'Eu et de Guînes, seigneur de Jarnac et de Châteauneuf, connétable de France
  - De 1344 ou 1345 à 1346 : Raoul II de Brienne, comte d'Eu et de Guînes, seigneur de Jarnac et de Châteauneuf, connétable de France : fils du précédent, il succède à son père en tant que seigneur de Château-Chinon à compter de sa mort en 1344 ou 1345. Fait prisonnier en 1346 lors du siège de Caen, c'est sa mère, Jeanne de Mello, qui administre ses terres.
  - De 13?? à 1389 : Gautier VI de Brienne (1302-1356) : il devient seigneur de Château-Chinon à la suite de la confiscation des terres de Jeanne de Mello à sa mort. Décédé en 1356 à la bataille de Poitiers, sa veuve administre ses terres jusqu'à son décès en 1389.

- Maison de Valois
  - De 1389 à 1394 : Charles VI (1368-1422) : roi de France.

- Maison de Bourbon
  - De 1394 à 1410 : Louis II de Bourbon (1337-1410), baron de Combrailles, duc de Bourbon.
  - De 1410 à 1434 : Jean Ier de Bourbon (1381-1434), comte de Clermont, comte de Forez, duc de Bourbon.
  - De 1434 à 1454 : Charles Ier de Bourbon (1401-1456), comte de Clermont, gouverneur du Languedoc, duc de Bourbonnais et d'Auvergne...

- Maison de Bourgogne
  - De 1454 à 1477 : Charles le Téméraire (1433-1477), duc de Bourgogne, comte de Bourgogne, comte de Flandre.
  - En 1477 : Marie de Bourgogne (1457-1482), fille du précédent, duchesse titulaire de Bourgogne, comtesse de Bourgogne.

- Maison d'Autriche
  - De 1477 (1482 officiellement) à 1??? : Maximilien d'Autriche (1459-1519), époux de la précédente, roi des romains, futur empereur du Saint-Empire romain germanique...
  - De 1??? à 1506 : Philippe le Beau (1478-1506), fils du précédent, duc de Bourgogne, roi de Castille.
  - De 1506 à 1508 : Charles Quint (1500-1558), duc de Brabant, Souverain des Pays-Bas, futur roi des Espagnes, futur empereur des Romains...
  - De 1508 à 1517 : Marguerite d'Autriche (1480-1530), tante du précédent, duchesse de Savoie, gouvernante des Pays-Bas...

- Maison d'Orléans-Longueville
  - De 1517 à 1536 : Jeanne de Hochberg (1???-1543), veuve de Louis Ier d'Orléans-Longueville.
  - De 1536 à 1548 : François d'Orléans-Longueville (1???-1548), fils de Louis Ier d'Orléans-Longueville (issu de son premier mariage), marquis de Rothelin.
  - De 1548 à 1564 : Léonor d'Orléans (1540-1573), fils du précédent, duc de Longueville, prince de Châtellaillon, marquis de Rothelin...
  - De 1564 à 1565 : Françoise d'Orléans (1549-1601), sœur du précédent

- Maison de Condé
  - De 1565 à 1569 : Louis Ier de Bourbon-Condé (1530-1569), époux de la précédente, prince de Condé, duc d'Enghien, pair de France
  - De 1569 à 1570 : Charles IX (1550-1574), roi de France. Il confisque les terres de Château-Chinon à la mort de Louis Ier de Bourbon-Condé, puis les restitue à sa veuve.
  - De 1570 à 1601 : Françoise d'Orléans Longueville (1549-1601), veuve de Louis Ier de Bourbon-Condé.
  - De 1601 à 1612 : Charles de Bourbon (1566-1612), fils de la précédente et de Louis de Bourbon, seigneur de Condé, comte de Soissons.
  - De 1612 à 1644 : Anne de Montafié (1577-1644), veuve du précédent, comtesse de Soissons.

- Maison de Savoie-Carignan
  - De 1644 à 1688 : Marie de Bourbon-Condé (1606-1692), fille de la précédente et de Charles de Bourbon, comtesse de Soissons et Marie d'Orléans-Longueville (1625-1707), appelée aussi Marie de Nemours), duchesse de Nemours.
  - De 1688 à 1692 : Marie de Bourbon-Condé seule.
  - De 1692 à 1709 : Emmanuel-Philibert de Savoie-Carignan (1628-1709), prince de Carignan.
  - De 1709 à 1719 : Victor-Amédée Ier de Savoie-Carignan (1690-1741), fils du précédent, prince de Carignan.

- Maison de Mascrany
  - De 1719 à 1756 : Louis de Mascrany (1686-1775)
  - De 1756 à 1772 : François-Marie de Mascrany (1715-1794), fils du précédent
  - De 1772 à 1795 : Louis-Gabriel Planelli de la Valette, gendre du précédent, marquis de Maubec

### Sources bibliographiques
: document utilisé comme source pour la rédaction de cet article.
- Abbé Jacques-François Baudiau, Le Morvand ou essai géographique, topographique et historique de cette contrée, vol. 1, Nevers, impr. Fay père & fils, 1865 (réimpr. 1990, chez Aleï - Lib. Voillot, Avallon  (ISBN 2-908293-03-X)), 2e éd., 630 p., III
- Dr Edmond Bogros, Histoire de Château-Chinon, Ad. Bateau, 1864 (réimpr. 1992, éd. Res Universis  (ISBN 2-87760-555-8))
- Joseph Pasquet (préf. Maurice Genevoix), Le Haut Morvan et sa capitale Château-Chinon, Nevers, éditions Chassaing, 1955 (réimpr. 1976 aux éditions Univers)
- Martine Régnier, La Seigneurie de Château-Chinon aux XVIIe et XVIIIe siècles, Autun, bulletins 7/8 de l'Académie du Morvan, 1978
- Georges de Soultrait, Dictionnaire topographique du département de la Nièvre : comprenant les noms de lieu anciens et modernes, Paris, imprimerie impériale, 1865